# Aleksandr Korneljuk
Aleksandr Korneljuk, född den 28 juni 1950 i Baku, Azerbajdzjan, är en sovjetisk friidrottare inom kortdistanslöpning.
Han tog OS-silver på 4 x 100 meter vid friidrottstävlingarna 1972 i München. 